# Église Santa Maria a Piazza

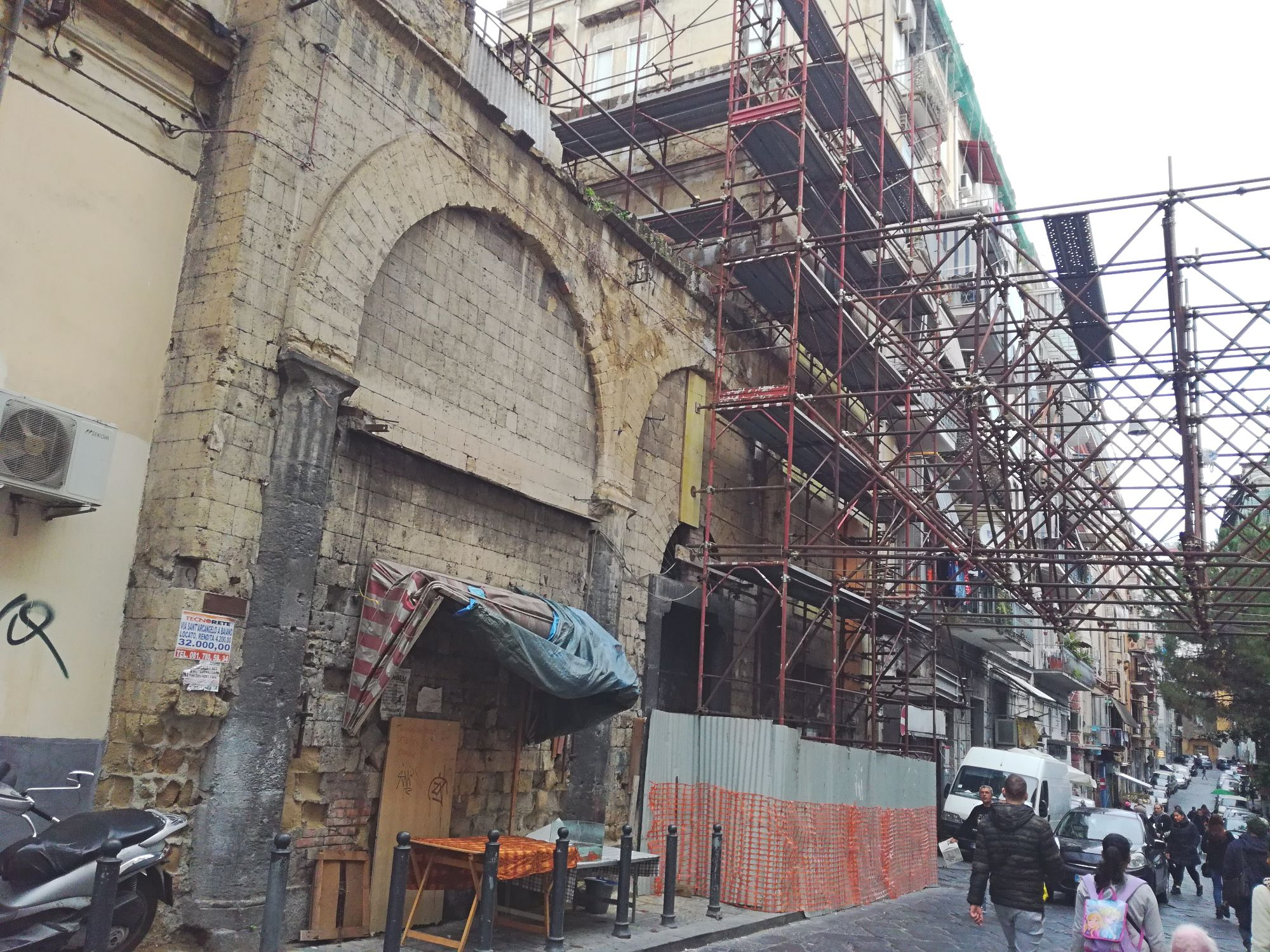
Façade en ruines de l'église.

L'église Santa Maria a Piazza est une église désaffectée du centre historique de Naples, située via Forcella.

## Histoire et description
Selon la tradition, l'église aurait été fondée au IVe siècle et le pape Sylvestre y aurait célébré la messe. Le duc Bon de Naples y est enterré au IXe siècle.
Avant 1924, date à laquelle il fut abattu, le clocher de briques de l'église était le plus antique de la ville et représentait un témoignage important de l'architecture pré-romane. Il se trouvait sur un arc à l'entrée du vico Scassacocchi et fut construit à partir d'une tour de défense remontant aux invasions des Goths. Ce clocher datant entre le Xe siècle et le XIe siècle était similaire à celui de l'église Santa Maria Maggiore alla Pietrasanta. Il est démoli pour agrandir la via Forcella et la via Vicaria Vecchia. À cette occasion, trois baies de la nef droite sont aussi démolies.
Aujourd'hui, l'église est dans un état grave d'abandon et l'étage supérieur, qui était devenu autrefois un édifice d'habitations privées, s'est écroulé.

## Source de la traduction
- (it) Cet article est partiellement ou en totalité issu de l’article de Wikipédia en italien intitulé « Chiesa di Santa Maria a Piazza (Napoli) » (voir la liste des auteurs).